# Kalophrynus robinsoni
Kalophrynus robinsoni é uma espécie de anfíbio da família Microhylidae.
É endémica da Malásia.
Os seus habitats naturais são: florestas subtropicais ou tropicais húmidas de baixa altitude e regiões subtropicais ou tropicais húmidas de alta altitude.